# Eleusis
Eleusis era în mitologia greacă fiul zeului Hermes și întemeietorul cetății Eleusis.
Se spune că, într-o noapte, regele Eleusis a surprins-o pe Demetra pregătindu-se să-l treacă prin foc pe fiul său, Triptolemus. Zeița dorea să-l facă astfel nemuritor, dar tatăl, neștiind acest lucru, a țipat înspăimântat. Demetra l-a scăpat din această cauză în foc pe Triptolemus, și, mânioasă pe Eleusis, l-a ucis. Mai există o variantă a acestei întâmplări, în care însă personajul central e Demophon, fratele lui Triptolemus.